# Тарновецький Павло Георгійович
Павло Георгійович Тарновецький (нар. 21 лютого 1961 року) — український радянський легкоатлет (десятиборство).

## Кар'єра
Легкою атлетикою почав займатися 1972 року в Сторожинці у тренера Леоніда Ковалюка. Після закінчення школи вступив до Львівського інституту фізичної культури, який закінчив 1983 року. Його тренером став Олег Мозговий. У 1983—92 роках виступав за 8 спортивний клуб армії Прикарпатського військового округу. 1985 року закінчив Військовий інститут фізичної культури.
На чемпіонаті світу 1987 року завоював бронзу із 8375 очками.
Учасник Олімпіади-1988 у південнокорейському Сеулі. Показав десятий результат, але при цьому став найкращим на дистанції 400 метрів, другим — у стрибках із жердиною, третім — у метанні диска та бар'єрному бігу. Результат — 8167 очок.
Дворазовий чемпіон СРСР, рекордсмен СРСР у зимовому багатоборстві (1985 р.), неодноразовий чемпіон та призер УРСР, шестиразовий чемпіон збройних сил СРСР, шестиразовий володар пам'ятної медалі ім. Дьоміна.
Старший лейтенант запасу Збройних сил України.

## Досягнення
| Рік  | Турнір                 | Місце                | Результат | Дисципліна    |
| ---- | ---------------------- | -------------------- | --------- | ------------- |
| 1987 | Чемпіонат світу        | Рим, Італія          | 3         | Десятиборство |
| 1987 | Декастар               | Таланс, Франція      | 1         | Десятиборство |
| 1988 | Hypo-Meeting           | Гетцис, Австрія      | 6         | Десятиборство |
| 1988 | Літні Олімпійські ігри | Сеул, Південна Корея | 10        | Десятиборство |